# Louis-Joseph Francœur
Pour les articles homonymes, voir Francœur.
Louis-Joseph Francœur (Paris, 8 octobre 1738 - Paris, 10 mars 1804) est un violoniste français, compositeur, administrateur de l'Opéra.

## Biographie
Fils de Louis Francœur, il est élevé par son oncle François Francœur à la suite du décès de son père en 1745. Il devient violon de l'Opéra en 1752, à l'âge de 14 ans, maître de musique à l'Opéra entre 1764 et 1779, directeur et chef d'orchestre de l'Opéra, puis directeur de l'Opéra jusqu'en 1790. La Révolution française va bouleverser sa carrière et le ruiner. En 1792, il fonde une compagnie pour reprendre le privilège de l'Opéra, mais il est emprisonné en 1793-94. Il dirige l'Opéra en 1799, puis meurt en 1804 isolé, oublié et très endetté.
Louis-Joseph Francœur est le père de Louis-Benjamin Francœur (1773-1849), mathématicien français.
Louis-Joseph a laissé quelques airs et a arrangé la musique des autres. Il a écrit des essais théoriques, dont le Diapason général de tous les instruments à vent (1772).